# 47 f.Kr.
| 47 f.Kr.           |
| ------------------ |
| Dødsfald - Fødsler |
|                    |

## Født
- 23. juni – Cæsarion; Cæsar og Kleopatras søn